# Есервал Тартр
Есервал Тартр (фр. Esserval-Tartre) насеље је и општина у источној Француској у региону Франш-Конте, у департману Јура која припада префектури Лон ле Соније.
По подацима из 2011. године у општини је живело 93 становника, а густина насељености је износила 7,63 становника/km². Општина се простире на површини од 12,19 km². Налази се на средњој надморској висини од 850 метара (максималној 904 m, а минималној 730 m).

## Демографија
| 1962. | 1968. | 1975. | 1982. | 1990. | 2011. |
| ----- | ----- | ----- | ----- | ----- | ----- |
| 129   | 110   | 84    | 101   | 85    | 93    |

График промене броја становника у току последњих година